# Pagina fracta

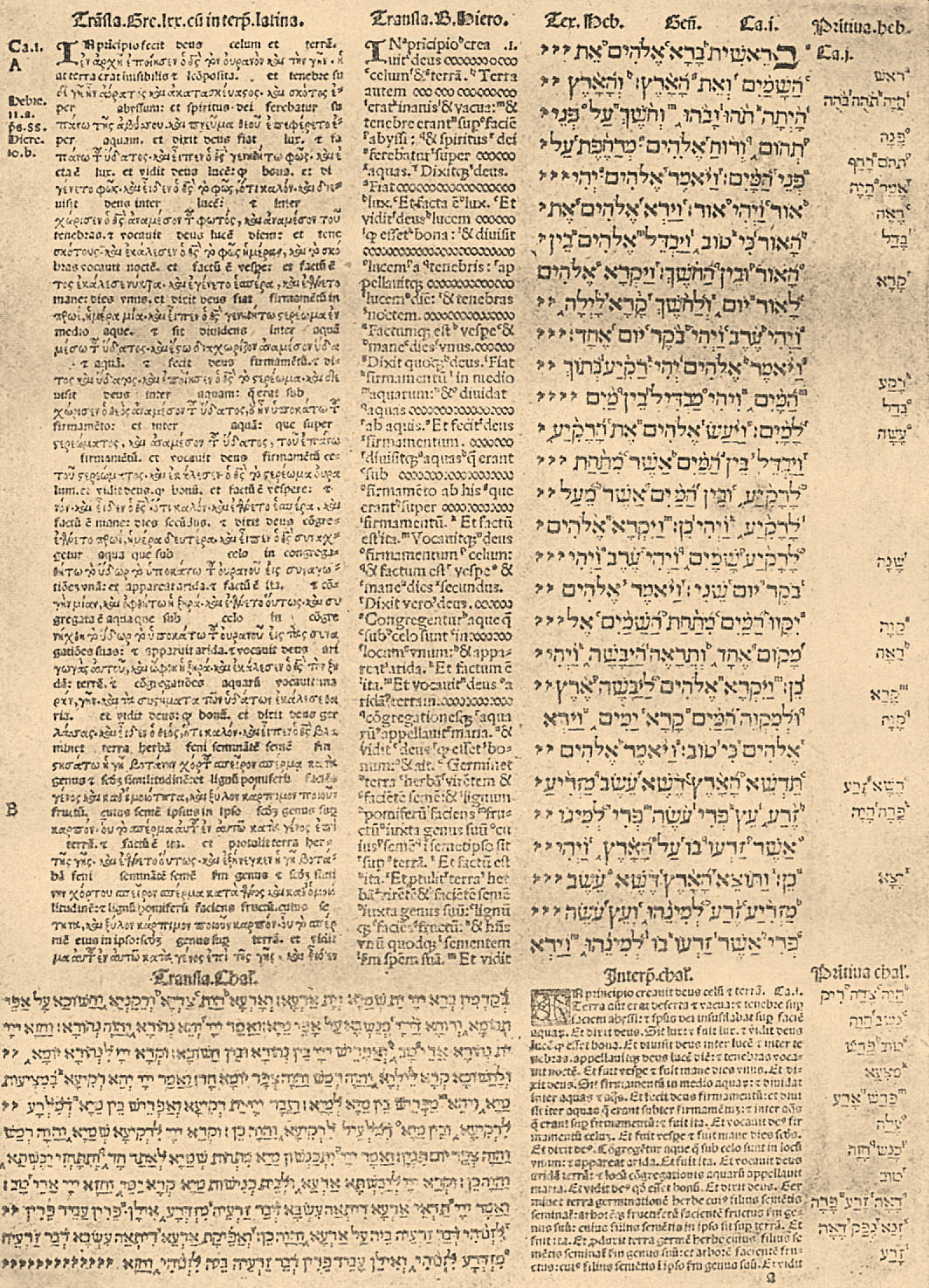
Strona z wydania trójjęzycznej Biblii

Pagina fracta (łac. strona złamana) – kolumna publikacji poligraficznej podzielona na dwie pionowe części, z których tylko jedna jest pokryta drukiem lub też każda z tych części zawiera ten sam tekst w innym języku lub innej redakcji (np. oryginał/oryginał z komentarzami, przed korektą/po korekcie, bez wyróżnień/z wyróżnieniami, język dawny/język współczesny).